# منطق دومینویی

اجرای عمومی منطق دومینو، با شبکه پایین‌کِش نماد شبکه‌ای از ترانزیستورهای اِنماس.

منطق دومینویی (به انگلیسی: Domino logic) یک تکامل مبتنی‌بر سیماس از فنون‌های منطق پویا است که از یک دروازه منطقی پویا که درون یک وارونگر سیماس ایستا آبشاری‌شده، تشکیل‌شده است. این اصطلاح از این واقعیت ناشی می‌شود که در منطق دومینویی، هر طبقه، طبقه بعدی را برای ارزیابی موجک‌دار می‌کنند، مانند دومینوهایی که یکی پس از دیگری سقوط می‌کنند. منطق دومینویی در تضاد با راه‌حل‌های دیگر برای مسئله آبشاری است که در آن آبشاری‌سازی توسط کِلاک‌ها یا ابزارهای دیگر وقفه‌دار می‌شود.
منطق دومینویی برای سرعت بخشیدن به مدارها، حل مشکل آبشاری زودهنگام (به انگلیسی: premature)، معمولاً با قراردادن وارونگرهای سیماس ایستا بین طبقات دومینویی برای جلوگیری از تخلیه زودهنگام دروازه‌های منطقی پویای آبشاری بیشتر توسعه داده شد. منطق دومینویی امکان سوئینگ منطقی خط-به-خط را فراهم می‌کند، با خروجی که می‌تواند از ولتاژ مثبت منبع تغذیه به ولتاژ زمین تغییر کند.

## منطق پویا
منطق پویا با منطق ایستا با گنجاندن سیگنال ساعت برای افزایش سرعت عملکرد متفاوت است. در دروازه‌های منطقی پویا سیماس، خروجی دروازه درحالی‌که کلاک خاموش است (مرحله "پیش‌شارژ") به ولتاژ منبع تغذیه پیش‌شارژ می‌شود و سپس درحالی‌که کلاک روشن است به حالت منطقی صحیح ارزیابی می‌شود (مرحله "ارزیابی") با تخلیه ترانزیستورهای اِنماس مربوطه در شبکه پایین‌کِش.
با این حال، هنگام آبشاری‌سازی دروازه‌های منطقی پویا، یک مشکل پیش می‌آید: حالت پیش‌شارژ «۱» دروازه اول ممکن است باعث شود که دروازه دوم پیش از موعد تخلیه شود، قبل از اینکه دروازه اول به حالت صحیح خود برسد. این کار از پیش‌شارژ دروازه دوم استفاده می‌کند که تا چرخه ساعت بعدی قابل بازیابی نیست، بنابراین هیچ بازیابی از این خطا وجود ندارد.

## کارکرد منطق دومینویی
به منظور آبشار دروازه‌های منطقی پویا، یک راه‌حل، منطق دومینویی است که یک وارونگر ایستای معمولی را بین طبقات وارد می‌کند. در ساختار آبشاری منطق دومینویی چندطبقه، ارزیابی هر طبقه، طبقه بعدی را برای ارزیابی موجک‌دار می‌کند، شبیه به سقوط دومینوها یکی پس از دیگری. پس از ارزیابی، حالت‌های این گره نمی‌توانند به "۱" برگردند تا زمانی که طبقه پیش‌شارژ بعدی شروع شود.
در حالی که به نظر می‌رسد قراردادن وارونگر این نقطه منطق پویا را شکست می‌دهد، از آنجایی که وارونگر دارای پی‌فت است (یکی از اهداف اصلی منطق پویا اجتناب از پی‌فت در صورت امکان، به دلیل سرعت است)، دو دلیل وجود دارد که به خوبی کار می‌کند. اول، هیچ گنجایش‌خروجی برای چند پی‌فت وجود ندارد؛ دروازه پویا دقیقاً به یک وارونگر متصل می‌شود، بنابراین دروازه همچنان بسیار سریع است. علاوه بر این، از آنجایی که وارونگر فقط به اِن‌فت‌ها در دروازه‌های منطقی پویا متصل می‌شود، بسیار سریع است. دوم، پی‌فت در یک وارونگر می‌تواند کوچکتر از برخی از انواع دروازه‌های منطقی باشد.

## اصلاح در منطق دومینویی
اشتراک‌گذاری بار می‌تواند مشکلاتی را برای یکپارچگی سیگنال دومینویی ایجاد کند. در مرحله ارزیابی، ترانزیستورهای اِنماس در کنار خروجی که روشن هستند ممکن است باعث تخلیه ناخواسته از گره خروجی شوند. برای رفع این مشکل می‌توان از ترانزیستور نگهدارنده استفاده کرد. این ترانزیستور نگهدارنده یک ترانزیستور پی‌ماس است که گیت آن به خروجی وارونگر، سورس آن به منبع تغذیه و درین آن به ورودی وارونگر متصل است؛ بنابراین، ترانزیستور نگهدارنده، گره پویا را هر زمان که قرار است در حالت "۱" باشد، به منبع تغذیه متصل می‌کند و به خروجی اجازه می‌دهد تا علی‌رغم اشتراک‌گذاری بار، به‌درستی بازیابی شود.
موضوع دیگر در منطق دومینویی، ویژگی ناوارون‌سازی آن است؛ یعنی فقط می‌تواند دروازه‌هایی را پیاده‌سازی کند که در خروجی‌هایشان وارونگی ندارند (مانند دروازه‌های AND و دروازه‌های OR، برخلاف دروازه‌های NAND و دروازه‌های NOR). برای اصلاح این ویژگی، برخی از انواع منطق دومینویی دارای ماهیت تفاضلی یا دوخطی هستند که از ورودی‌های وارون و ناوارون برای پیاده‌سازی تابع منطقی و همچنین وارون آن استفاده می‌کنند. این انواع همچنین شامل پی‌فت‌های متقابل تزویج‌شده برای کاهش نویز هستند.
مدارهای منطقی مرسوم دومینویی «پایه‌دار» هستند، یعنی دارای یک ترانزیستور اِنماس هستند که توسط کلاک کنترل می‌شود که به خط زمین متصل است. با این حال، برخی از مدارهای منطقی دومینویی «بدون‌پایه» هستند: آنها فاقد این ترانزیستور هستند و درنتیجه سرعت بالاتری به قیمت نشتی توان بیشتر دارند.

## مراجع عمومی
- Wu, Chung-Yu; Cheng, Kuo-Hsing; Wan, Jinn-Shyan (January 1993). "Analysis and design of a new race-free four-phase CMOS logic". IEEE Journal of Solid-State Circuits. 28 (1): 18–25. Bibcode:1993IJSSC..28...18C. doi:10.1109/4.179199.
- Krambeck, R.H.; Lee, C.M.; Law, H.F. (June 1982). "High-Speed Compact Circuits with CMOS". IEEE Journal of Solid-State Circuits. 17 (3): 614–9. Bibcode:1982IJSSC..17..614K. doi:10.1109/JSSC.1982.1051786.